# Шурдимка (починок)
Шурди́мка (рос. Шурдымка) — починок в Зав'яловському районі Удмуртії, Росія.
Розташоване у верхів'ях невеликої лівої притоки річки Бидвайка, на південний захід від села Зав'ялово.

## Населення
Населення — 27 осіб (2010; 19 в 2002).
Національний склад станом на 2002 рік:
- росіяни — 100 %

### Урбаноніми[3]
- вулиці — Вишнева, Хутірська